# Голосов, Виктор Федотович
Ви́ктор Федо́тович Го́лосов (23 декабря 1906 (5 января 1907), Российская империя — 6 сентября 1971, Красноярск, СССР) — советский философ, специалист по социальной философии, истории философии английского материализма XII—XVIII веков и развитию марксистской философии, включая наследие В. И. Ленина. Доктор философских наук, профессор.
Заслуженный деятель науки РСФСР. Участник Великой Отечественной войны.

## Биография
Родился 23 декабря 1906 года (5 января 1907).
В 1925 году вступил в ВКП (б).
В 1930 году окончил Академию Коммунистического воспитания имени Н. К. Крупской и начал преподавать философию.
Был профессором и заведующим кафедрой философии Хабаровского государственного педагогического института.
С 1951 года — профессор, основатель и первый заведующим кафедр философии, политической экономии и научного коммунизма КГПИ. Содействовал открытию в КГПИ аспирантуры по философии и началу издания «Учёных записок КГПИ». В январе 1951 — сентябре 1955 года — директор КГПИ. В 1955—1958 годы — заместитель директора КГПИ по научной работе.
В 1951 году защитил диссертацию на соискание учёной степени доктора философских наук. В 1954 году присвоено учёное звание профессора. Основатель социологической лаборатории КГПИ.
Подготовил к защитите более 60 кандидатов наук. Автор свыше 300 научных трудов.

## Семья
- Жена — Ольга Ивановна Рута, заместитель директора Хабаровского государственного педагогического института.[15]

## Награды
- Заслуженный деятель науки РСФСР[14]

## Научные труды

### Монографии
- Голосов В. Ф. Возникновение ленинизма – новый этап в развитии марксистской философии: материал к лекциям по курсу диалектического материализма / В. Ф. Голосов ; Краснояр. гос. пед. ин-т. — Красноярск: КГПИ, 1958. — 75 с. — 1000 экз.
- Голосов В. Ф. Очерки по истории английского материализма XVII-XVIII вв.: сборник научных трудов. — Красноярск: Красноярское книжное издательство, 1958. — 488 с.
- Голосов В. Ф. Книга В. И. Ленина "Материализм и эмпириокритицизм" – величайшее философское произведение творческого марксизма / В. Ф. Голосов; науч. ред. Ю. И. Семёнов; О-во по распростр. полит. и науч. знаний РСФСР, Краснояр. краев. отд-ние. — Красноярск: КГПИ, 1959. — 88 с. — 1500 экз.
- Голосов В. Ф. Гвардия строителей коммунизма. — Красноярск: Красноярское книжное издательство, 1963. — 113 с. — (По пути к коммунизму). — 1500 экз.
- Голосов В. Ф. Труд и человек: очерки по истории возникновения и развития гуманистической идеологии трудящихся масс / В. Ф. Голосов; гл. ред. Л. Н. Коган; М-во просвещения РСФСР, Краснояр. гос. пед. ин-т. — Красноярск: Красноярское книжное издательство, 1966. — 506 с. — 4500 экз.
- Голосов В. Ф. К вопросу о характере внутренних противоречий социализма / В. Ф. Голосов ; отв. за вып. А. С. Чиженков. — Красноярск: КГПИ, 1967. — 79 с. — 1500 экз.
- Голосов В. Ф. Рациональное и мистическое в гегелевской теории являющегося духа / В. Ф. Голосов ; отв. за вып. К. В. Богданович; Краснояр. гос. пед. ин-т, М-во просвещения РСФСР. — Красноярск: КГПИ, 1969. — 225 с. — 2500 экз.
- Голосов В. Ф. Проблема предмета философии в теоретическом наследстве классиков мерксизма-ленинизма : учебное пособие / В. Ф. Голосов; гл. ред. А. М. Гендин; М-во просвещения РСФСР, Краснояр. пед. ин-т. — Красноярск: КГПИ, 1971. — 248 с. — 2000 экз.

### Статьи
- Голосов В. Ф. Был ли Чернышевский социалистом-утопистом? // Под знаменем марксизма. — 1928. — № 11.
- Голосов В. Ф. Борьба Ленина с русскими неокантианцами // Революция и культура в Средней Азии, Сб. 1. — Ташкент, 1934.
- Голосов В. Ф. "Социальный дарвинизм" и вейсманизм-морганизм на службе американо-английского империализма // Учёные записки Красноярского государственного педагогического института. — Красноярск: КГПИ, 1952. — Т. 1.
- Голосов В. Ф. К вопросу о классовых корнях гегелевской философии // Учёные записки Красноярского государственного педагогического института. — Красноярск: КГПИ, 1955. — Т. 4, вып. 1.
- Голосов В. Ф. Единство труда и мышления, теории и практики – основа возникновения и развития материалистической философии // Учёные записки Красноярского государственного педагогического института. — Красноярск: КГПИ, 1956. — Т. 6, вып. 2.
- Голосов В. Ф. Классический образец творческого развития марксизма // Научные доклады высшей школы. Философские науки. — 1961. — № 2. — С. 3—11.

### Научная редакция
- Блинов А. И. Критический период истории Соединенных Штатов : реконструкция (восстановление Союза) США после окончания гражданской войны (1865-1877) / А. И. Блинов; ред. В. Ф. Голосов; Краснояр. гос. пед. ин-т. — Красноярск: Речник Енисея, 1957. — 209 с. — 1000 экз.
- Шептулин А. П. В. И. Ленин о категориях как ступенях процесса познания : доклад, представленный на 1-ю зональную конференцию философов Сибири и Дальнего Востока / А. П. Шептулин; [отв. ред. В. Ф. Голосов] ; Краснояр. гос. пед. ин-т. — Красноярск: КГПИ, 1958. — 40 с.
- Вопросы научного коммунизма и философии : материалы теоретической конференции / Краснояр. пед. ин-т ; ред. В. Ф. Голосов. — Красноярск: Красноярское книжное издательство, 1965. — 298 с. — 800 экз.
- Вопросы теоретического наследства В. И. Ленина / Краснояр. гос. пед. ин-т; отв. ред. В. Ф. Голосов. — Красноярск: Красноярское книжное издательство, 1966. — 161 с. — 800 экз.
- Проблемы научного коммунизма / Краснояр. гос. пед. ин-т ; [редкол.: В. Ф. Голосов, П. Е. Кряжев, В. А. Гжещак. — Красноярск: Красноярское книжное издательство, 1966. — 256 с.
- Проблемы научного коммунизма и философии: в 2 выпусках. Вып. 1 / Краснояр. гос. пед. ин-т; редкол.: В. Ф. Голосов, П. Е. Кряжев, В. А. Гжещак. — Красноярск: КГПИ, 1968. — 226 с.
- Проблемы научного коммунизма и философии: в 2 выпусках. Вып. 2 / Краснояр. гос. пед. ин-т; редкол.: В. Ф. Голосов, П. Е. Кряжев, В. А. Гжещак. — Красноярск: КГПИ, 1968. — 138 с.
- Материалы научной конференции, посвящённой 50-летию Советской власти : (философия и научный коммунизм) / М-во просвещения РСФСР, Краснояр. гос. пед. ин-т ; ред.: В. Ф. Голосов (отв. ред.), А. М. Гендин, И. Г. Никольский. — Красноярск: КГПИ, 1968. — 99 с.
- К 150-летию со дня рождения Карла Маркса: (материалы научной конференции кафедр общественных наук вузов) / М-во просвещения РСФСР, Краснояр. гос. пед. ин-т ; ред. В. Ф. Голосов. — Красноярск: КГПИ, 1969. — 86 с. — 600 экз.
- Гендин А. М. Предвидение и цель в развитии общества : (философско-социологические аспекты социального прогнозирования) / А. М. Гендин; гл. ред. В. Ф. Голосов ; М-во просвещения РСФСР, Краснояр. гос. пед. ин-т. — Красноярск: КГПИ, 1970. — 435 с. — 1500 экз.
- В. И. Ленин и проблемы научного управления социалистическим обществом: материалы теоретической конференции. Секция "Социально-политические проблемы управления" / Сиб. науч.-исслед. ин-т лесн. пром-сти, Краснояр. науч.-исслед. ин-т сел. хоз-ва; отв. ред.: В. Ф. Голосов, В. Х. Беленький. — Красноярск, 1970. — 139 с.
- В. И. Ленин и проблемы научного управления социалистическим обществом : материалы теоретической конференции [3-4 апреля 1970 года]. Секция "Проблемы управления духовной жизнью советского общества" / Сиб. науч.-исслед. ин-т лесн. пром-сти, Краснояр. науч.-исслед. ин-т сел. хоз-ва; отв. ред.: В. Ф. Голосов, Л. Н. Коган, И. Г. Никольский. — Красноярск, 1970. — 2010 с.
- В. И. Ленин и проблемы научного управления социалистическим обществом: материалы теоретической конференции [3-4 апреля 1970 года]. Секция "Теоретические проблемы управления" / Сиб. науч.-исслед. ин-т лесн. пром-сти, Краснояр. науч.-исслед. ин-т сел. хоз-ва ; отв. ред.: В. Ф. Голосов, Ж. Т. Тощенко, В. А. Ивлиев. — Красноярск, 1970. — 146 с.
- Проблемы философии и научного коммунизма: сборник статей. Вып. 3 / М-во просвещения РСФСР, Краснояр. гос. пед. ин-т; отв. ред. В. Ф. Голосов. — Красноярск: КГПИ, 1970. — 100 с.
- Проблемы философии и научного коммунизма: сборник статей. Вып. 4 / М-во просвещения РСФСР, Краснояр. гос. пед. ин-т; отв. ред. В. Ф. Голосов. — Красноярск: КГПИ, 1970. — 214 с.
- Проблемы философии и научного коммунизма: сборник статей. Вып. 5 / М-во просвещения РСФСР, Краснояр. гос. пед. ин-т; отв. ред. В. Ф. Голосов. — Красноярск: КГПИ, 1970. — 167 с.
- Тощенко Ж. Т. Социальное планирование: монография / Ж. Т. Тощенко ; отв. ред. В. Ф. Голосов ; Красноярский университет [КрасГУ]. — Красноярск: Красноярское книжное издательство, 1971. — 207 с.